# 극장판 도라에몽: 진구의 비밀도구 박물관
《극장판 도라에몽: 진구의 비밀도구 박물관》(映画ドラえもん のび太のひみつ道具博物館（ミュージアム))은 일본에서 2013년 3월 9일에 개봉, 대한민국에서는 2013년 7월 25일에 개봉하였다. TV아사히 편성 55주년 기념 영화이다.

## 표어
- DORAEMON THE SECRET 2013
- ここに来ると、夢は かなう。[1]

## 줄거리
어느 날, 루팡은 밤 12시에 미술관의 작품을 훔쳐가겠다는 예고장을 보낸다. 밤 12시에 미술관의 샹들리에가 깨지면서 범행은 순조롭게 이루어진다. 이미 루팡이 경관으로 변장을 하였기 때문이다.
어느 날, 낮잠을 자고 있는 도라에몽은 수수께끼의 남자 "괴도 아르센 루팡"에게 방울을 도둑맞았다. 도라에몽 일행은 방울이 어디에 있는지 알기위해 미래의 비밀도구박물관에 간다. 그 곳은 모든 비밀도구가 전시되어 있는 꿈 같은 박물관이다. 그런데, 비밀도구 박물관도 괴도 아르센 루팡에 의해 비밀도구가 잇달아 도둑맞은 사건이 일어났다. 그곳의 페플러 박사는 자신이 만든 자원으로 교체하려다가 모든 비밀도구가 사라지면서, 인공 태양이 불어나서 도라에몽 일행이 커트의 엉뚱기발 도구를 이용해 그것을 막는다.

## 등장인물
- 도라에몽
  - 도라에몽이 방울을 도둑 맞아서 방울을 찾기 위해 미래의 "비밀도구 박물관"에 간다.
- 노비타
  - 노비타는 셜록 홈즈 세트를 이용하여 도둑맞은 방울을 찿기 위해 탐정이 된다.
- 시즈카
  - 도라에몽 일행과 함께 비밀도구 박물관에 간다.
- 자이언
  - 노비타의 친구로 난폭한 성격이지만 의리를 지킬 줄 안다. 도라에몽 일행과 함께 비밀도구 박물관에 간다.
- 스네오
  - 노진구의 친구이다. 도라에몽 일행과 비밀도구 박물관에 간다.
- 도라미
  - 도라에몽의 동생으로 멜론빵을 좋아하며, 비밀도구 박물관으로 가는 초대장을 준다.
- 커트 하르트만
  - 비밀도구 박물관 가이드이자 엉터리 발명가이다.
- 포퐁
  - 커트의 엉터리 도구[2]
- 진저 페플러
  - 페플러 박사의 왈가닥 손녀
- 페플러 박사
  - 박물관에서 추방당한 비운의 과학자
- 파이커스
  - 박물관의 관장
- 머스터드 경감
  - 괴도 아르센 루팡을 쫓는 경찰관
- 괴도 아르센 루팡
  - 도라에몽의 방울을 훔친 장본인이다. 그러나 괴도 아르센 루팡은 커트가 변장한 것이므로 커트와 동일인물이다.

## 목소리 출연
- 도라에몽 : 미즈타 와사비 (水田 わさび)
- 노비타 : 오오하라 메구미 (大原 めぐみ)
- 시즈카 : 카카즈 유미 (かかずゆみ)
- 자이언 : 키무라 스바루 (木村 昴)
- 스네오 : 세키 토모카즈 (関 智一)
- 도라미 : 치아키 (千秋)
- 노비 타마코 : 미츠이시 코토노 (三石 琴乃)
- 노비 노비스케 : 마츠모토 야스노리 (松本 保典)
- 선생님 : 타카기 와타루 (高木 渉)
- 커트 하르트만 : 산페이 유우코 (三瓶由布子)
- 포퐁 : 아이카와 리카코 (愛河里花子)
- 진저 페플러 : 호리에 유이 (堀江由衣)
- 페플러 박사 : 치바 시게루 (千葉繁)
- 파이커스 : 하시 타카야 (土師孝也)
- 머스터드 경감 : 마츠다이라 켄 (松平健)
- 괴도 디럭스 : 세키 토모카즈 (関智一)
- 곤스케 : 타츠타 나오키 (龍田直樹)
- 여신 : 카와무라 마리아 (川村万梨阿)
- 루팡 : 이이다 토시노부 (飯田利信)
- 무카이 오사루 : 무카이 오사무 (向井理)
- 경관/작업원 : 우라카와 야스유키 (浦川泰幸)
- 하트먼 박사 : 이시이 코지 (石井康嗣)
- 고르곤의 머리 : 타카토 야스히로 (高戸靖広)
- 카나비 : 우에야마 치호 (上山千穂)
- 청소로봇/비서 : 시마모토 마이 (島本真衣)
- 우주관 나레이션 : 스즈키 스오리 (鈴木しおり)
- 노비 세와시 : 마츠모토 사치 (松本さち)

## 스태프
- 원작 - 후지코 F. 후지오
- 각본 - 시미즈 히가시
- 캐릭터 디자인 - 마루야마 코이치
- 미술 감독 - 도바시 마코토
- 촬영 감독 - 스에히로 타카시
- 편집 - 코지마 토시히코
- 녹음 감독 - 다나카 아키요시
- 효과 - 이토카와 유키요시
- 음악 - 사와다 칸
- 치프 프로듀서 - 마시코 아지로, 스기야마 노보루
- 감독 - 테라모토 유키요
- 기획/원안 협력/만화 - 무기와라 신타로
- 그림 콘티 - 테라모토 유키요, 쿠바 요시타다
- 연출 - 야마오카 미노루
- 작화 감독 - 마루야마 코이치, 키시노 미치, 오카노 신고, 우라가미 타카유키, 마스다 히로시, 모리 히사시
- 메카 작화 감독 - 스즈키 쓰토무
- 동영상 검사 - 마쓰무라 미카
- 색채 설계 - 타카하시 메구미
- 3DCGI - 후쿠다 히로시
- 특수 효과 - 사토 카오리
- 편집 조수 - 후지모토 리코
- 애니메이션 협력 - 베가 엔터테인먼트
- 오프닝 그림 콘티/오프닝 그림 연출 - 쿠스바 코조
- 보너스 영상 - 야쿠와 신노스케/스기사키 사토시, 마스이즈미 미치코
- 제작 진행 - 키쿠치 타쓰야/나카무라 카즈요시, 오카노 타카노리, 사토 다이신, 타니자와 요시노리, 카사이 마리코, 우사미 쇼헤이
- 제작 데스크 - 나카지마 스스무/타케이 켄, 오카다 마이코
- 어시스턴트 프로듀서 - 요코야마 사치에
- 프로듀서 - 오오쿠라 슌스케, 카와키타 모모코, 나카세코 히로미, 사이토 아쓰시, 다이킨 슈이치, 쓰루자 키리카, 후지모리 타쿠미
- 제작 - 영화 도라에몽 제작위원회 (후지코프로, 쇼가쿠칸, TV아사히, ADK, ShoPro, 신에이 동화, 쇼가쿠칸 슈에이샤 프로덕션)
- 배급 - 도호 사

## 등장하는 비밀 도구
- 셜록홈즈 세트
  - 추리모자
    - 모자의 챙을 튕기면 머리회전이 빨라져 추리를 쉽게 할 수 있다.

  - 단서찾기렌즈
    - 렌즈를 들여다보면 사건의 단서가 되는 그림이 보인다.

  - 레이다지팡이
    - 지팡이가 범인이 있는 방향으로 넘어지는 신통방통한 지팡이
- 초기형 어디로든 문/어디로든 문
- 초기형 옷 갈아입기 카메라/옷갈아입기 카메라
- 가드 로봇
- 패트볼
- 얼짱 복사로봇/복사 로봇
  - 코를 누르면 누른사람과 똑같은 모습이 나오는 로봇.(얼짱 복사로봇은 자신이 얼짱이 되어 나온다.)
- 넘어지게 해결사/괴도 DX의 넘어지게 해결사
  - 단돈 10원으로 미워하는 사람을 3번 넘어뜨릴수 있다.
- 걸리버 터널
  - 이 터널을 통과하면 무엇이든지 손바닥만큼 작아져서 나온다.
- 컴온켓
- 태양제조기
- 초대장
- 통과하는 볼펜
- 타이타닉 로봇
- 키코리의 정/괴도 DX의 키코리의 정
- 무드모리아게악단
- 식용우주복
- 좌부쯔리보리
- 스폰로봇
- 컴온캣
- 공기 크래용
- 걸리버 터널 마크II
- 개구리 청소로봇
- 고르곤의 머리/괴도 DX의 고르곤의 머리
- 공기포
- 충격총
- 명검전광검
- 귀신은 밖 빈스
- 스프레이식 드림건
- 홀리기의 컴백 스프레이
- 정직전파
- 버섯깎는 물고기
- 계란 낳는 등불
- 복원광선
- 대나무 헬리콥터/역대 대나무 헬리콥터

## 괴도DX가 훔쳤던 도구
- 도라에몽의 방울
  - 노비타와의 옛날부터의 추억의 방울
- 빅라이트
  - 광선을 비추면 커지는 손전등
- 복사거울
  - 거울에 비춰진 물체가 2개로 늘어난다.
- 독재자 스위치
  - 자신이 싫어하는 사람을 버튼 하나를 눌러 제거할 수 있다.[3]
- 도우는 손
- 벌레의 통지알람

## 커트의 엉터리 도구
- 쿠르쿠쿠
  - 양쪽 발에 신고 '날아'라고 말하면 비행기처럼 날 수 있다. 가끔 오른쪽과 왼쪽이 다른방향으로 날아간다.
- 깜짝라이트
  - 빛을 비춘 모든 물체의 일부가 크게 변한다.
- 하이퍼 청소기
  - 미니 블랙홀이 들어있어 강력한 파워로 주위에 있는 모든 물건을 다 흡수한다.
- B급 음식이 나오는 식탁보
  - 식탁을 펼쳐놓고 먹고 싶은 음식을 말하면 B급 음식이 나온다. 가끔 음식이 아닌 재료가 나온다.
- 포퐁
  - 커트가 우연히 만든 애교쟁이 생물체. 거대 태양을 제거할 때 큰 역할을 한다.

## 주제가
오프닝꿈을 이루어줘 도라에몽 (夢をかなえてドラえもん)
작사,작곡 - 쿠로스 카츠히코 (黒須克彦) / 편곡 - 오오쿠보 카오루 (大久保薫) / 노래 - mao / 코러스 - 히마와리 키즈 (콜롬비아)
엔딩미래의 박물관 (未来のミュージアム)
작사,작곡,편곡 - 나카타 야스타카 (中田 ヤスタカ) - capsule / 노래 - Perfume(Perfume Records / 유니버셜J)
삽입곡웃는얼굴은 비밀도구(笑顔はひみつ道具)
작사 - 마이크스기야마 (マイクスギヤマ) / 작곡,편곡 - 사와다 칸 (沢田完) / 노래 - 치아키 千秋